# Coeligena violifer
Coeligena violifer е вид птица от семейство Колиброви (Trochilidae).

## Разпространение
Видът е разпространен в Боливия.